# Rakovica (Belgrado)
Rakovica (Servisch: Раковица) is een gemeente binnen het Servische hoofdstedelijke district Belgrado.
Rakovica telt 99.000 inwoners (2002) op een oppervlakte van 29 km².
Barajevo · Čukarica · Grocka · Lazarevac · Mladenovac · Novi Beograd · Obrenovac · Palilula · Rakovica · Savski Venac · Sopot · Stari Grad · Surčin · Voždovac · Vračar · Zemun · Zvezdara